# Gelasimus vocans
Gelasimus vocans es una especie de cangrejo violinista. Se encuentra en la región del Indo-Pacífico, desde el mar Rojo, Zanzíbar y Madagascar hasta Indonesia y el océano Pacífico central. Vive en madrigueras de hasta 50 centímetros (19,7 plg) de profundidad.
Se han reconocido varias formas de G. vocans, y algunos autores les han otorgado el rango taxonómico de especie o subespecie.
Gelasimus vocans estuvo anteriormente incluido en el género Uca, pero en 2016 fue reclasificado en el género Gelasimus, que anteriormente era un subgénero de Uca.